# Ferme du Biéreau
La ferme du Biéreau, jadis appelée également cense du Bierwart,, est une ancienne ferme brabançonne transformée en centre culturel musical, à Louvain-la-Neuve, section de la ville belge d'Ottignies-Louvain-la-Neuve, en Brabant wallon.
Comme la ferme de Lauzelle, elle a donné son nom à un des quatre quartiers de Louvain-la-Neuve.

## Localisation
La ferme se dresse dans le plus ancien quartier de la cité universitaire de Louvain-la-Neuve, le quartier du Biéreau, au sud de la ville.
Située entre la Scavée du Biéreau et l'avenue du Jardin Botanique, elle fait face aux tours de béton de la faculté d'agronomie et est voisine du Lycée Martin V.
Elle est précédée d'un vaste parking couvert de pavés, d'un parking à vélos, d'emplacements de parking pour personnes handicapées, d'emplacements pour véhicules partagés et d'un dépose-minute (Kiss and Ride).

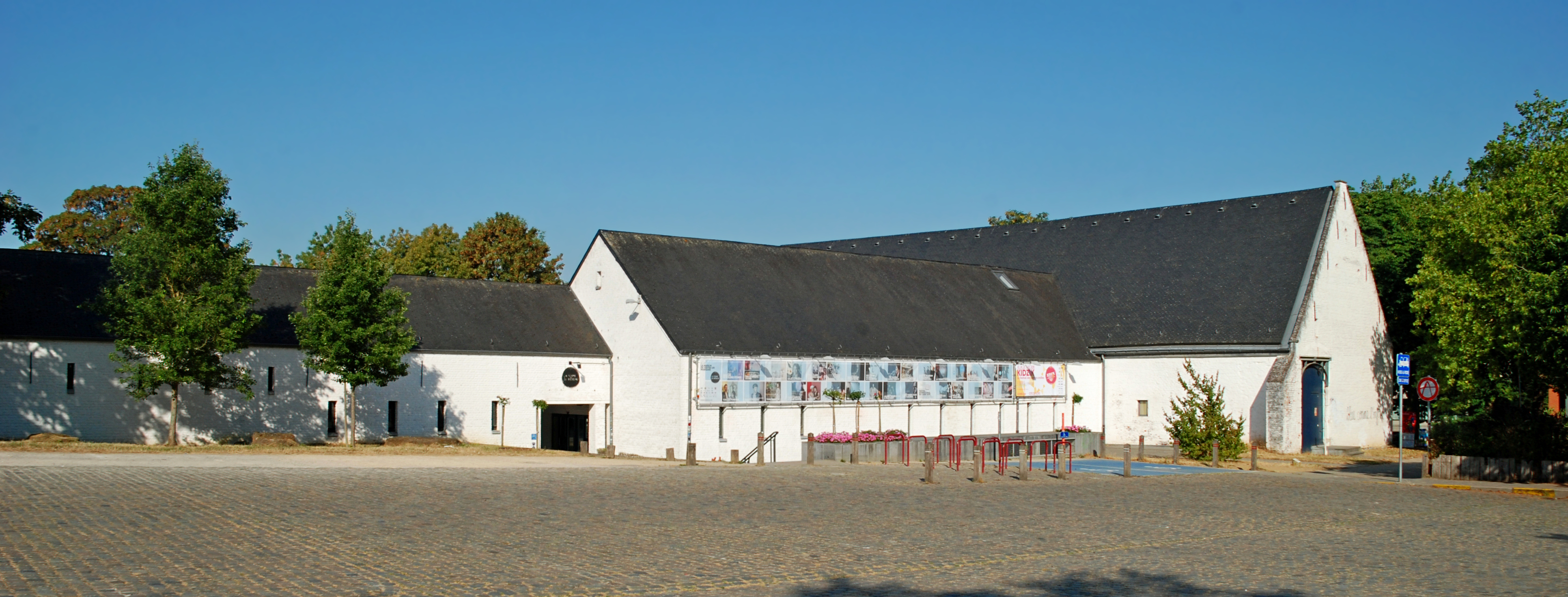
La ferme vue de l'est.

## Toponymie
Attesté depuis le XVIe siècle sous la forme Bierwart, le mot Biéreau signifie « belle vue » ou « beau regard »,,, du wallon bia, beau, et rwârt, regard.

## Historique

### Origines

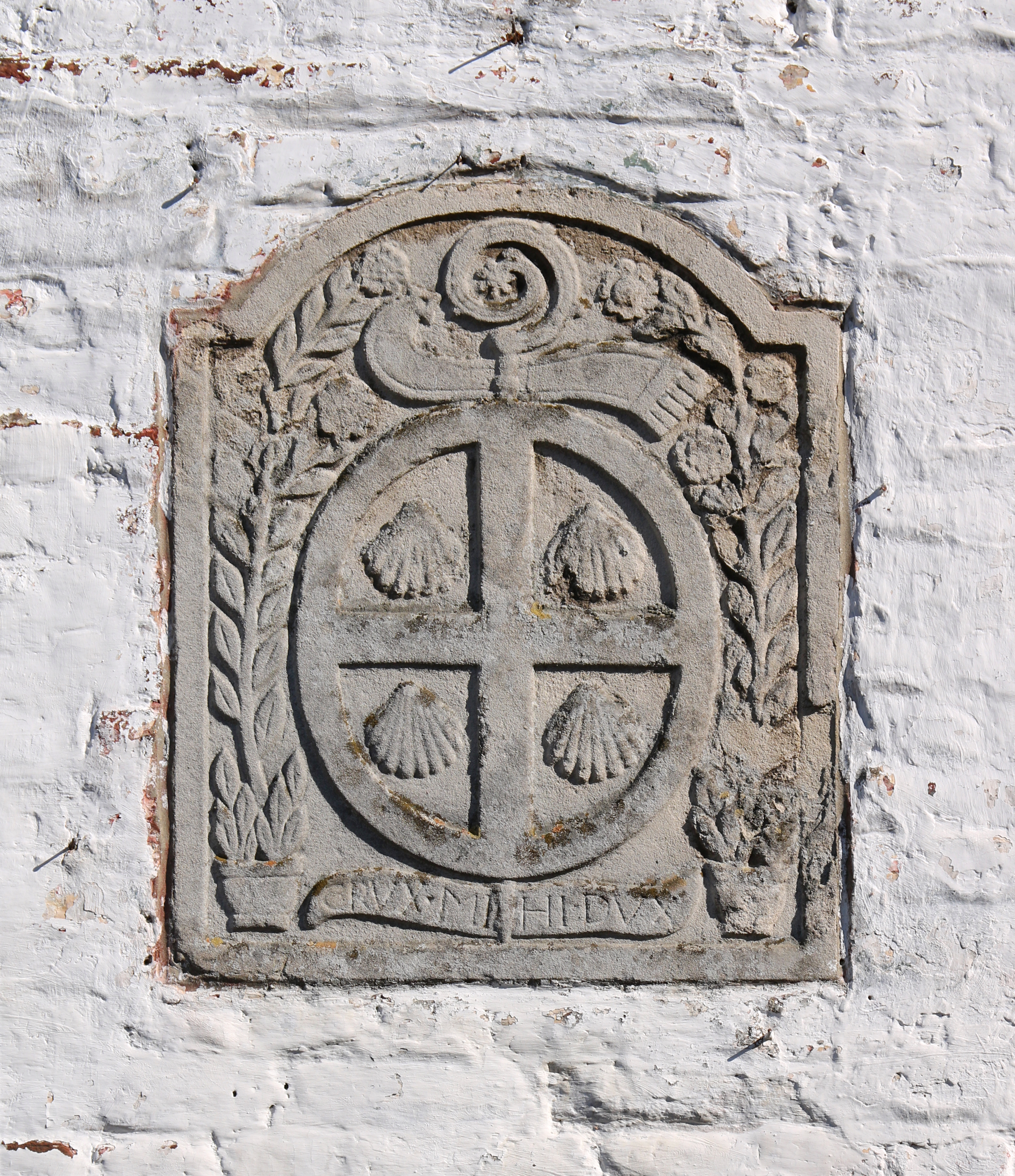
Le blason d'Anne Josèphe de la Croix, abbesse de Florival.

Cette ferme brabançonne datant du XIIe siècle et citée dès 1601 fut la propriété de l'abbaye de Florival à Archennes,, durant plus de 6 siècles : le blason d'Anne Josèphe de la Croix, abbesse de Florival de 1733 à 1749  orne encore le corps de logis de la ferme,,, et a été repris en 1991 dans les armoiries de la Ville où ses quatre coquilles Saint-Jacques symbolisent Louvain-la-Neuve, aux côtés des symboles de Céroux, Limelette, Ottignies et Mousty.
Ce blason porte en son centre la croix de saint Benoît, consistant en un cercle orné d'une croix, surmontant la devise latine : « Crux Mihi Dux »,, contraction de « Crux Sit Mihi Dux » (Que la croix soit mon guide). La croix de saint Benoît est ornée de quatre coquilles Saint-Jacques et flanquée de deux hautes plantes à fleurs.
Par ailleurs, une pierre portant le millésime « Anno 1722 » est encastrée dans le mur de la grange, au-dessus d'une porte.
À la fin de l'Ancien Régime, son domaine totalise 134 ha. Vendue comme « bien national » par les autorités françaises le 26 janvier 1798, elle passe entre diverses mains avant de devenir la propriété d'Ernest Solvay en 1893,. Passée ensuite par les mains de ses héritiers, la ferme devient ensuite la propriété de la famille Boël.

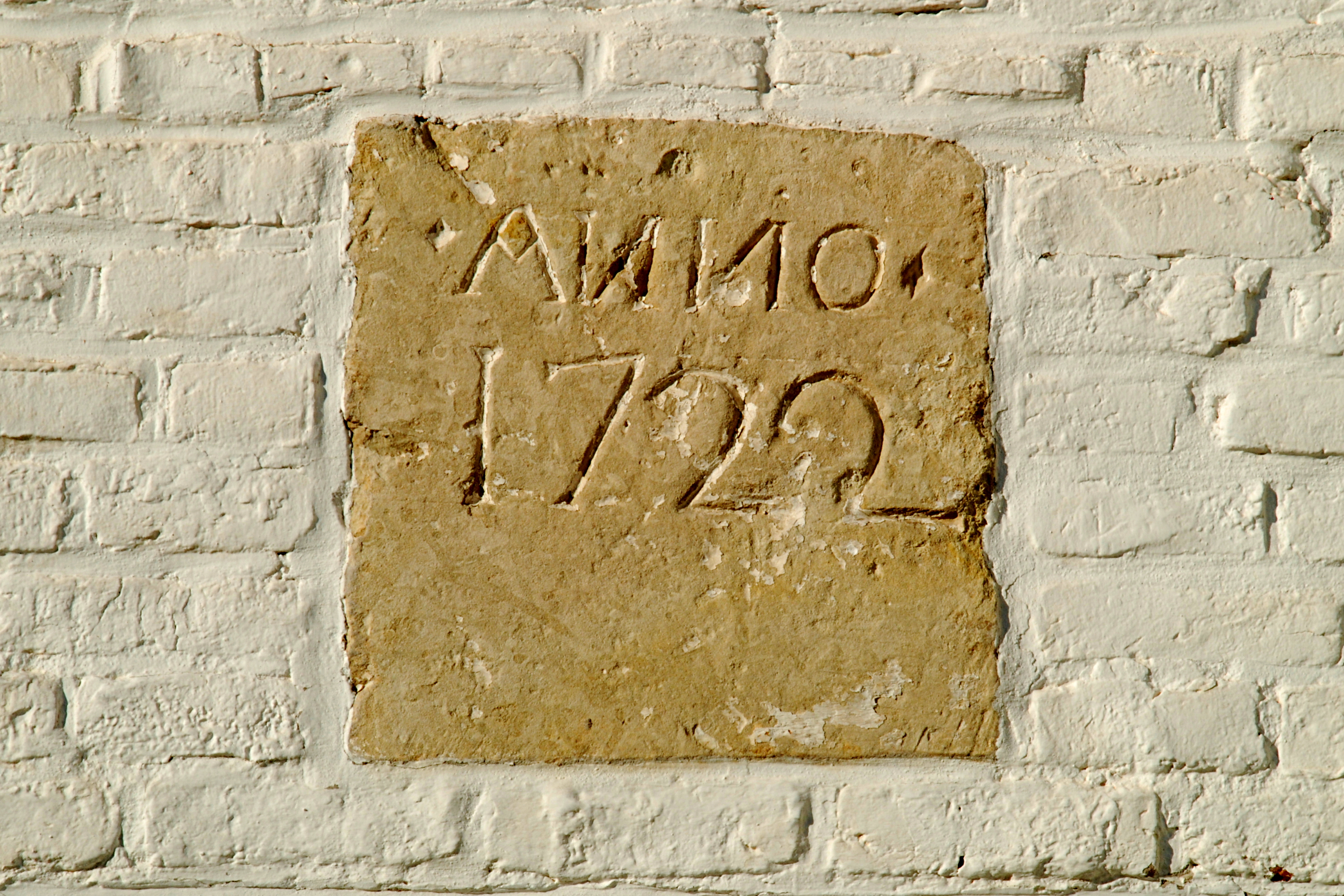
Le millésime « Anno 1722 » qui orne la grange.
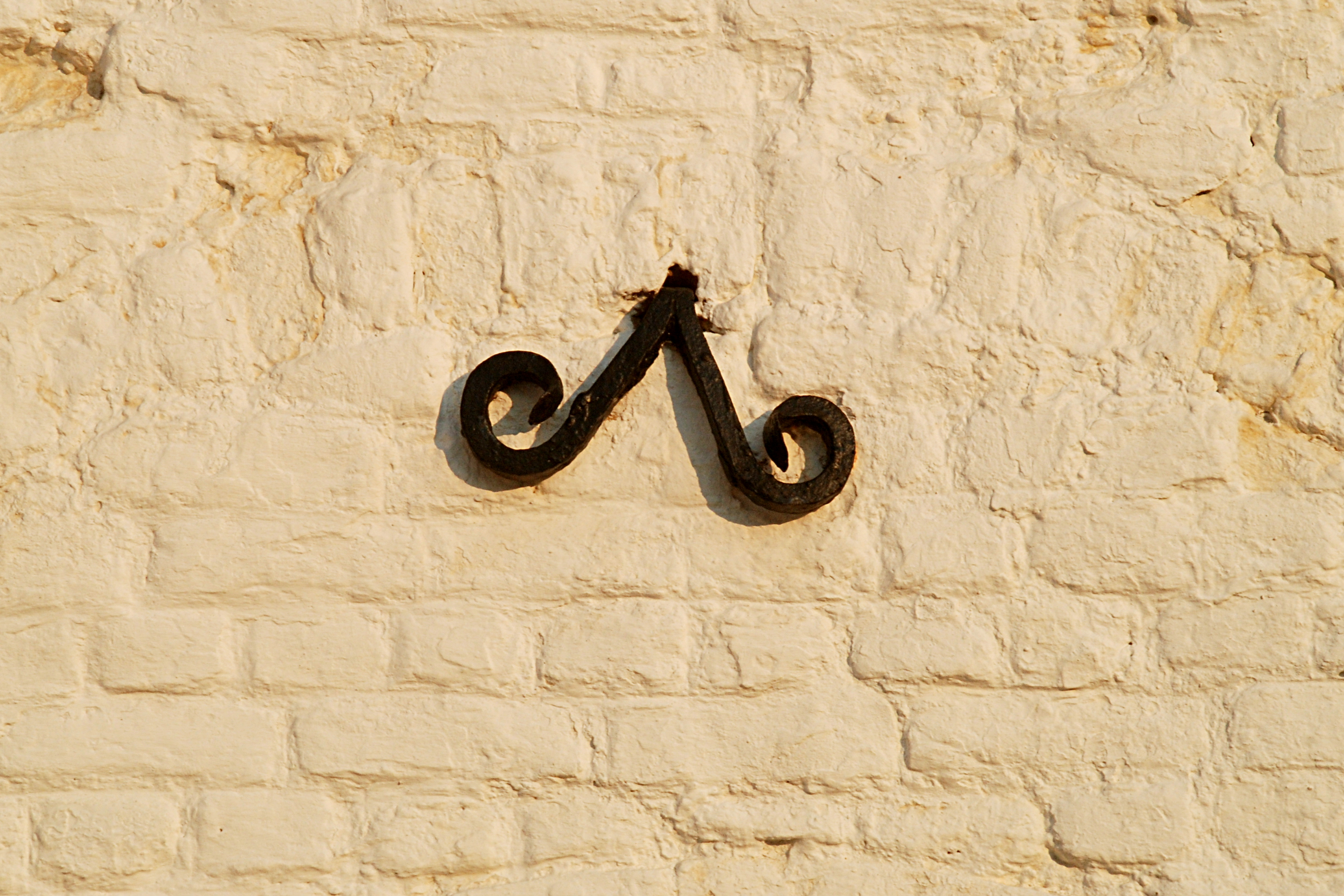
Ancre de façade du corps de logis.

### Intégration dans la ville universitaire de Louvain-la-Neuve
En 1969, la famille Boël vend la ferme à l'Université catholique de Louvain,. La ferme cesse ses activités agricoles en 1972, mais reste habitée jusqu'en 1977, date de l'expropriation de ses habitants. La Ville d'Ottignies-Louvain-la-Neuve en devient alors propriétaire.
Le plan directeur établi pour la ville de Louvain-la-Neuve dès sa création en 1972 prévoit que les fermes situées sur son territoire seront vouées aux arts : la ferme du Blocry est ainsi consacrée au théâtre (elle abrite l'Atelier théâtral Jean Vilar) et la ferme du Biéreau à la musique.

### Rénovation

#### Rénovation de la ferme et de la grange

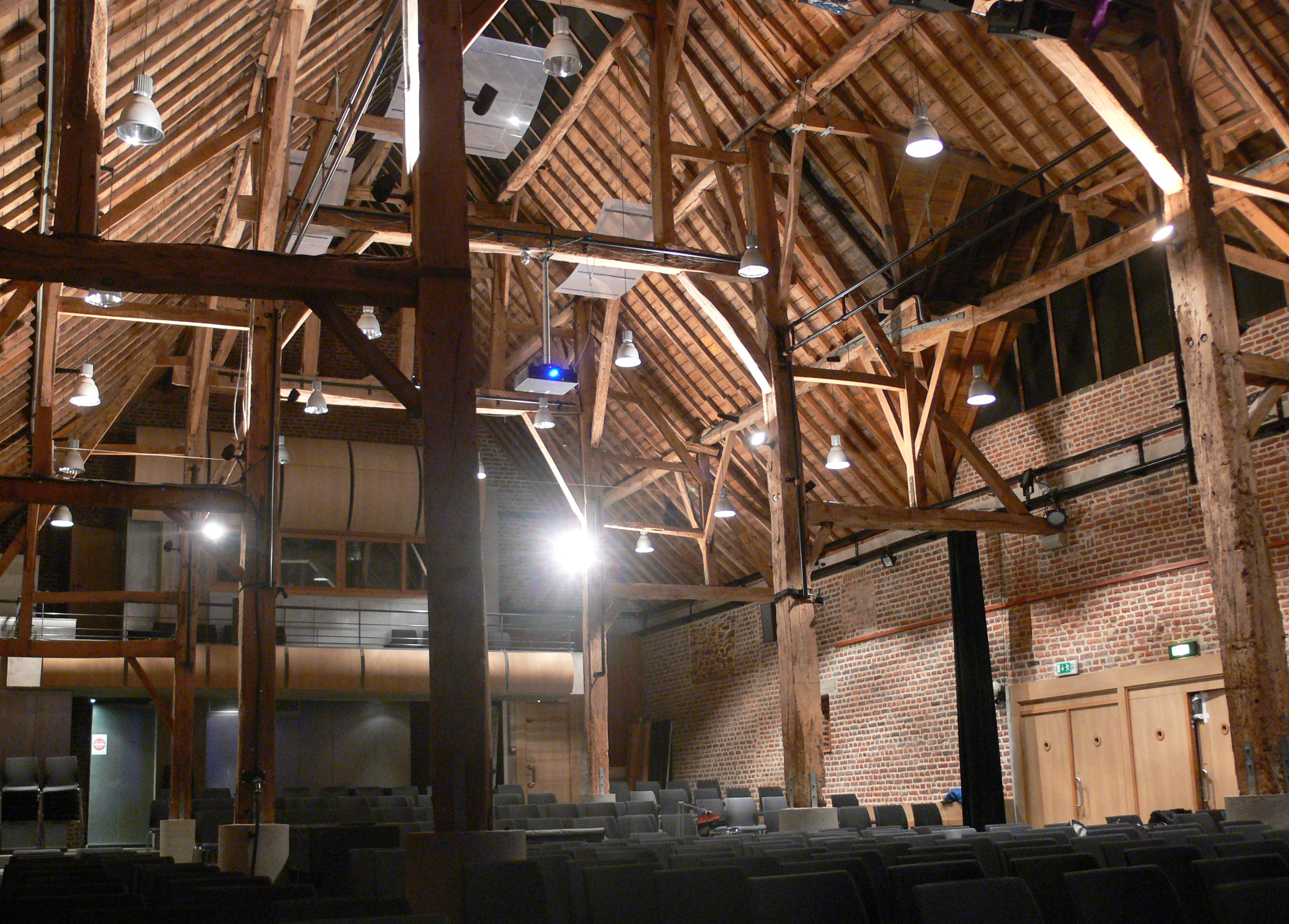
La salle de spectacle à l'intérieur de la grange.

Une rénovation partielle a lieu en 1990 mais ce n'est qu'en 2005 qu'un projet de rénovation plus ambitieux aboutit qui permet à la ferme de devenir un centre culturel musical connu sous le nom de « Maison de toutes les musiques »,.
La rénovation menée de 1997 à 2005 ne concerne que la grange, l'annexe nord et l'aile est. Elle est menée en partenariat par la Ville et l'Université, avec des subsides de la province du Brabant wallon, de la Région wallonne et de la Communauté française. Les travaux de rénovation de la grange, classée, sont subsidiés par la Région wallonne tandis que ceux de l'aile est et de l'annexe nord, non classées, le sont par la Communauté française.
L'ancienne grange devient une salle de spectacle de 400 places et sa charpente entièrement rénovée. L'aile est, non classée, est démolie sauf la façade donnant sur la cour : elle abrite le foyer et une salle de 100 personnes tandis que l'annexe nord accueille un studio d'enregistrement.

#### Rénovation des écuries et de la cour
Un chantier de rénovation des écuries et de la cour devait débuter en 2015  mais il a connu de sérieux retards. Le coût de ce chantier d'une durée de six à neuf mois devrait avoisiner 1 200 000 €, 1 000 000 € devant être pris en charge par la Région wallonne, la province du Brabant wallon, l'UCLouvain et la Ville, le solde étant à charge de l'association sans but lucratif Ferme du Biéreau.
Un projet financé par une campagne de financement participatif est lancé en 2018 pour rénover la cour de la ferme et les anciennes écuries qui menacent de s'effondrer. Les travaux de rénovation des écuries sont entrepris en septembre 2019, car la charpente est très endommagée et la toiture menace de s'effondrer,. 
La cour réaménagée et les écuries rénovées sont inaugurées en octobre 2020 en présence des institutionnels et des donateurs (particuliers, couples, groupes, entreprises) appelés « Articulteurs ».

#### Rénovation du corps de logis
En 2025, les occupants du corps de logis sont expulsés afin de pouvoir sécuriser le bâtiment avant sa rénovation.

#### Agrandissement du foyer de la ferme
Un chantier d'agrandissement du foyer de la ferme est prévu en 2026. Ce projet, conçu par le bureau bruxellois d'architecture Stekke et Fraas, prévoit une structure accolée au foyer actuel et à la grange, qui ne pourra pas dénaturer les bâtiments classés. Le projet, qui doublera la surface du foyer, coûtera 1,2 millions d'euros, qui seront financés par la Ville, l'UCLouvain, la Province, la Fédération Wallonie-Bruxelles et la Ferme. Selon le directeur de la Ferme, « Il y a une belle unanimité des partenaires autour de ce projet, y compris du Patrimoine/ des Monuments et Sites. Ils ont souhaité que cette annexe soit potentiellement démontable. Les éléments seront fabriqués en atelier et simplement accrochés à la structure existante. ».

## Statut patrimonial
Une partie des bâtiments de la ferme fait l'objet d'un classement au titre des monuments historiques depuis le 27 décembre 1988 : il s'agit des façades, toitures et charpentes de l'aile sud-ouest, et du corps de logis de la ferme, ainsi que la totalité de la grange, à l'exclusion des porcheries qui s'y adossent côté cour. La ferme est le premier édifice de Louvain-la-Neuve à bénéficier d'une mesure de classement, le deuxième étant l'ancienne bibliothèque des Sciences, classée en 2025.
La ferme figure à l'Inventaire du patrimoine immobilier culturel de la Wallonie sous la référence 25121-INV-0030-02.

## Architecture

### Structure

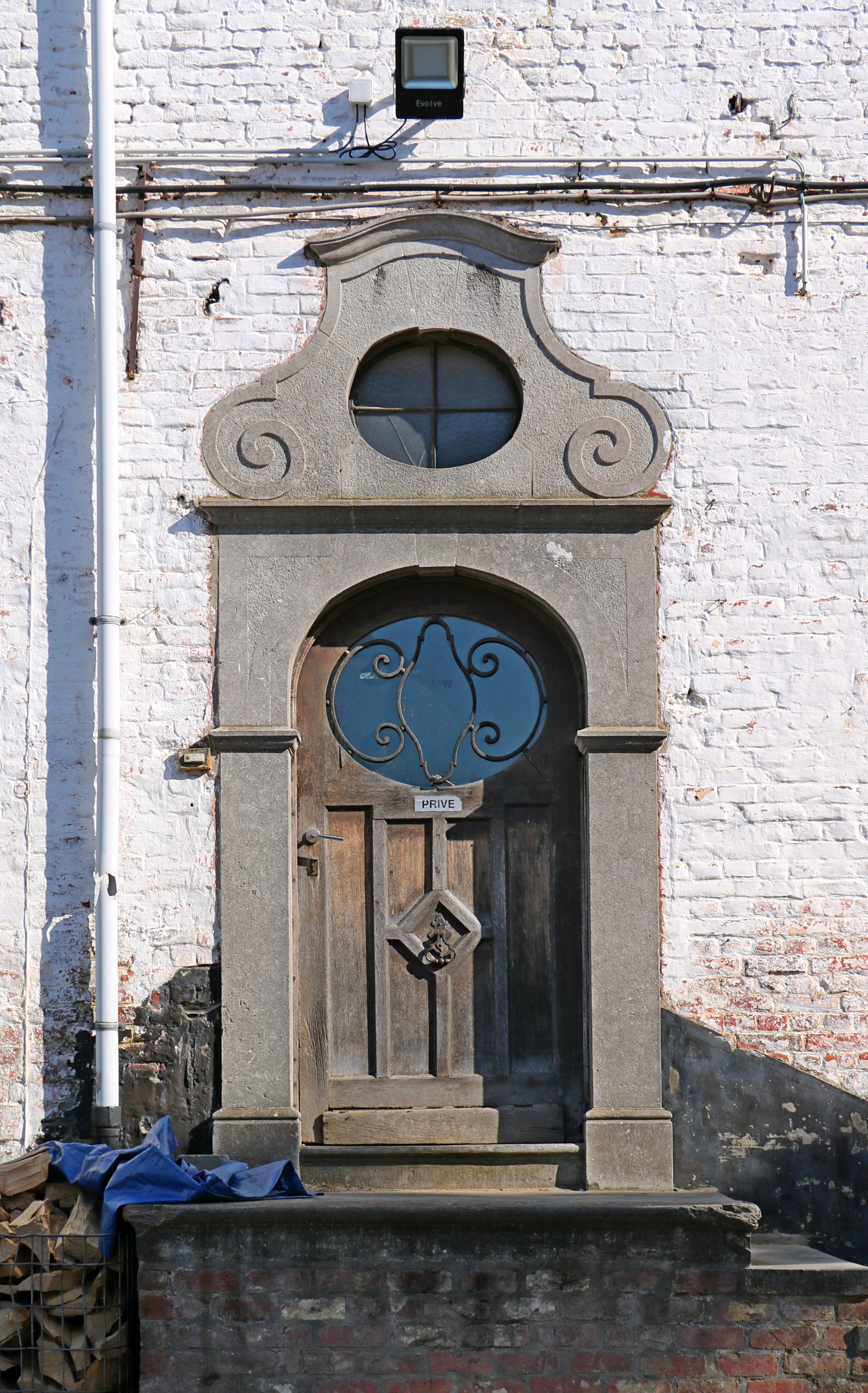
La porte du corps de logis.

La ferme présente le plan typique des grosses exploitations brabançonnes avec, comme la ferme de Lauzelle et la ferme du Douaire, une disposition en quadrilatère fermé comprenant :
- une grange et des porcheries, au nord ;
- le corps de logis, au sud ;
- une écurie, à l'ouest ;
- des étables à l'est[23].

L'accès principal, situé au sud-ouest, a probablement perdu son porche surmonté d'un colombier et est maintenant fermé par une grande grille.

### Maçonneries et toitures
La ferme présente une maçonnerie de briques peintes à la chaux de couleur blanche, sauf la base des murs qui, par endroits, est peinte en noir sur une hauteur d'une dizaine de briques, selon une tradition répandue dans les zones rurales du Brabant wallon que l'on retrouve par exemple à la ferme de Lauzelle.
Les bâtiments possèdent une toiture en bâtière couverte d'ardoises au niveau de la grange, des étables et du corps de logis, et de tuiles pour le reste.
La façade occidentale des anciennes écuries, le long de la Scavée du Biéreau, montre encore des portions de maçonnerie en moellon de grès et de grès ferrugineux.

### Le corps de logis
Le corps de logis, qui remonte au XVIIIe siècle, possède une porte d'inspiration baroque dont l'encadrement de pierre bleue est surmonté par un petit entablement mouluré supportant un fronton à volutes percé d'un oculus ovale sommé d'une clé et d'un larmier en forte saillie,.
À droite de la porte, le mur porte un panneau de pierre bleue sculpté orné, comme il a été dit plus haut, du blason d'Anne Josèphe de la Croix, abbesse de Florival de 1733 à 1749, qui a été repris en 1991 dans les armoiries de la Ville.
Le pignon occidental du corps de logis est percé de fenêtres à traverse au rez-de-chaussée et de petites fenêtres rectangulaires à arc de décharge en briques aux étages. Son angle présente des chaînages d'angle en moellons de grès ferrugineux.

Le corps de logis
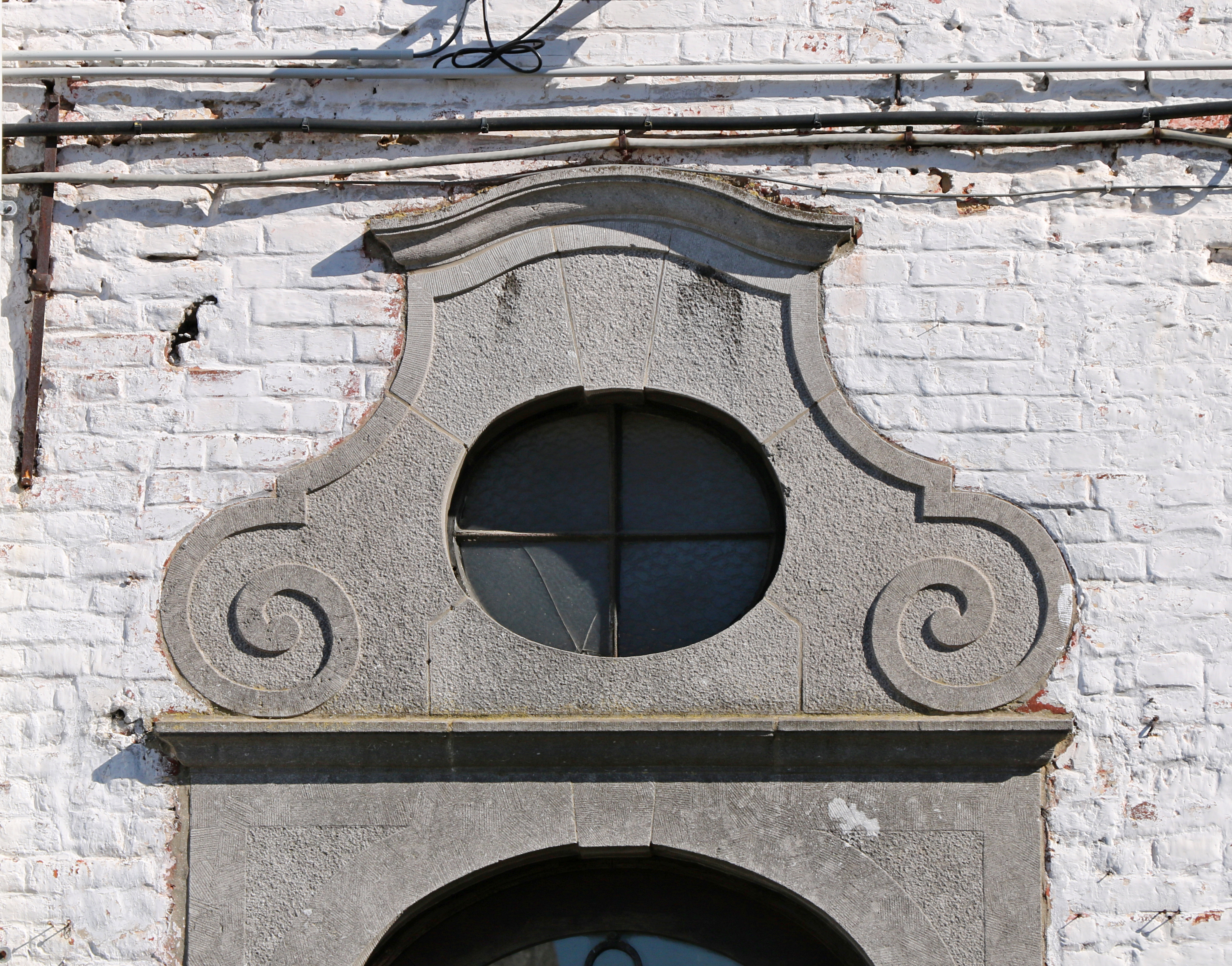
Le fronton à volutes de la porte du corps de logis.
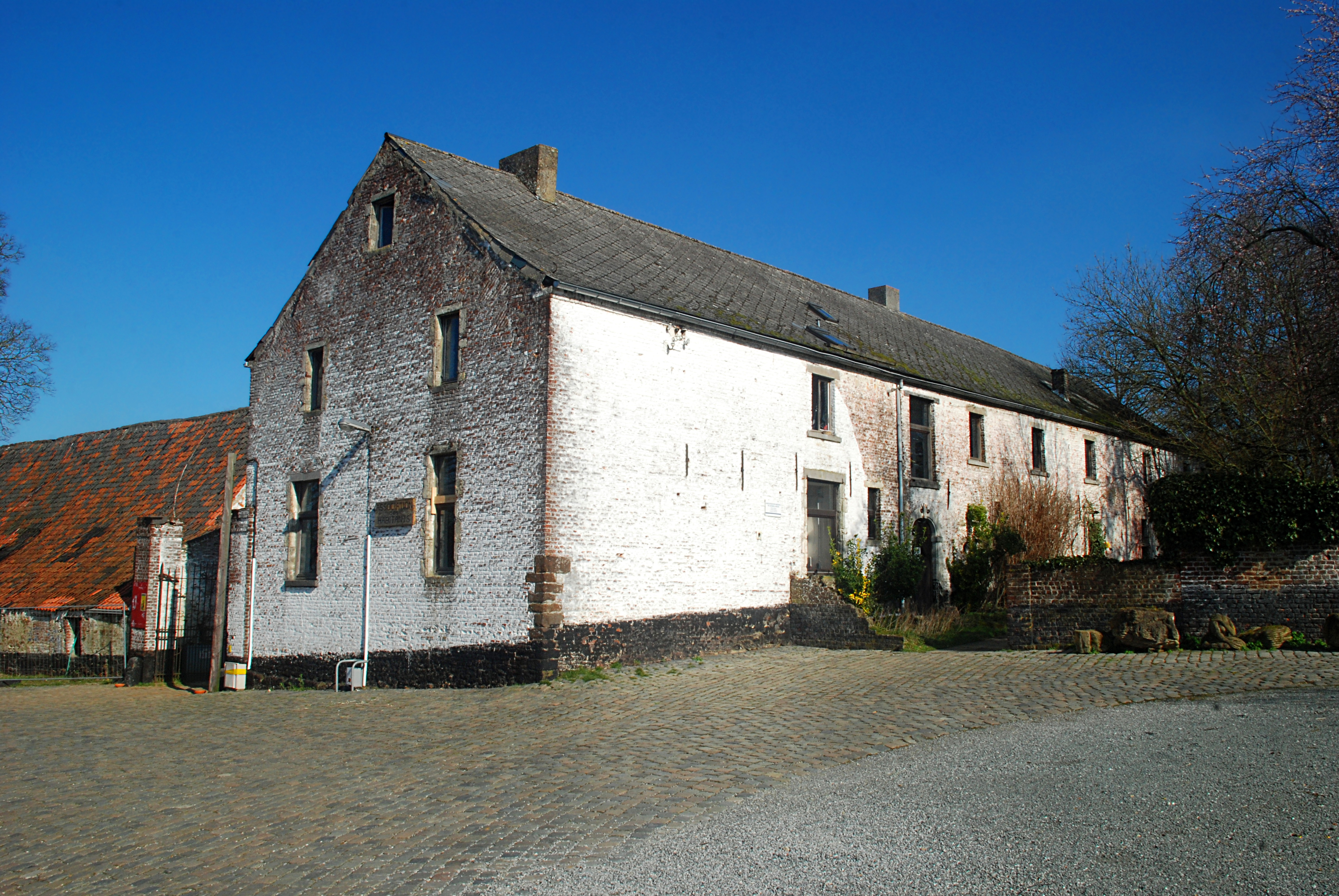
Le corps de logis vu du sud.
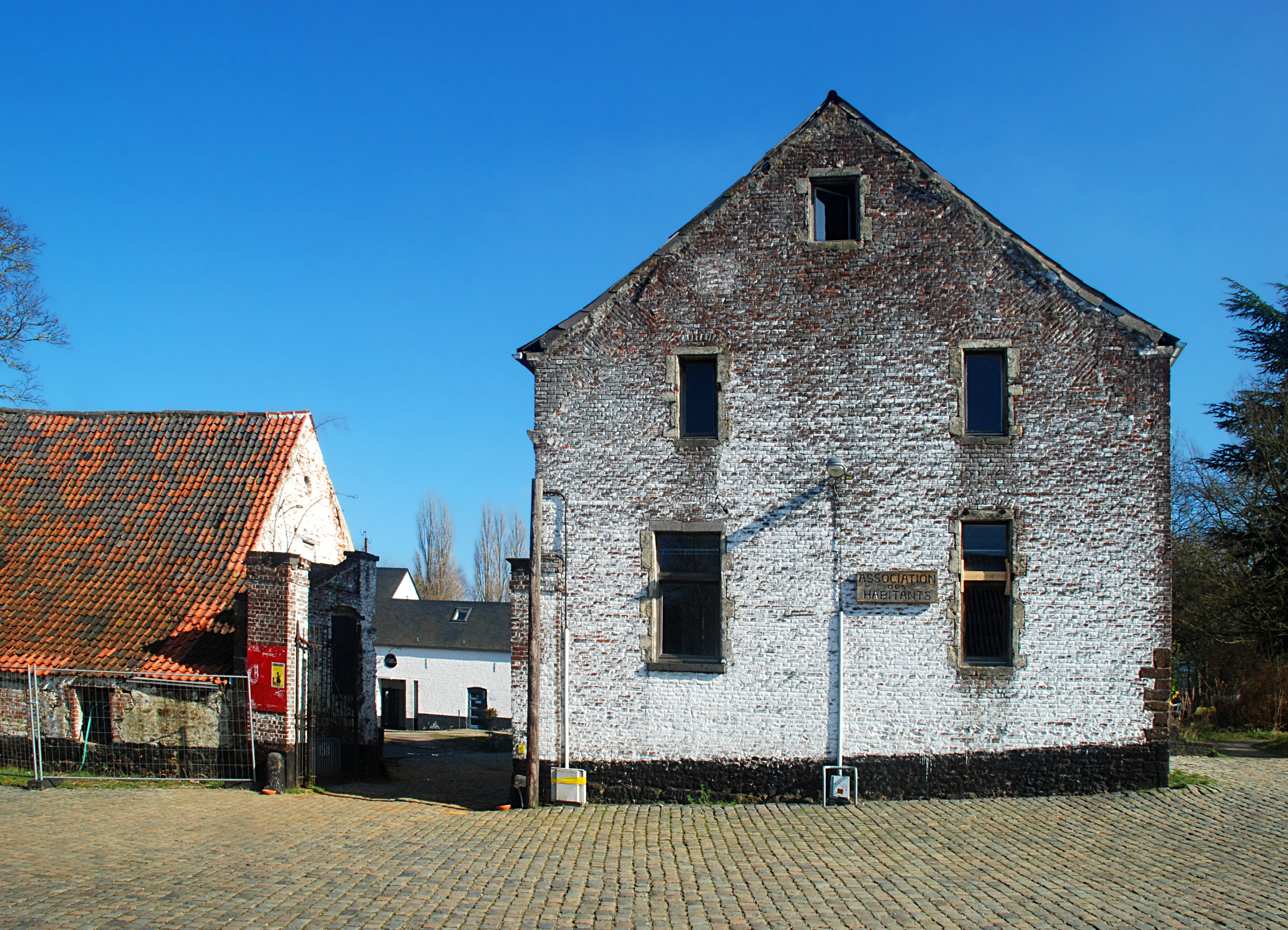
Le pignon du corps de logis et la grille d'accès.

### La grange
La grange en long du XVIIIe siècle ou du début du XIXe siècleconstitue un excellent exemple de la maçonnerie de briques peintes à la chaux  blanche, à la base peinte en noir, qui caractérise les fermes brabançonnes.
Sous une apparence du XVIIIe siècle, elle possède une structure à colombage du XVIe siècle,.
Le mur de la grange qui donne sur la cour est percé d'une porte surmontée d'une pierre affichant le millésime de 1722 (« Anno 1722 »).
À l'ouest, la grange présente un « pignon à épis » (pignon de briques ou de moellons en forme de triangle bordé de chaque côté de motifs en forme de dents constitués de briques disposées en oblique).

La grange
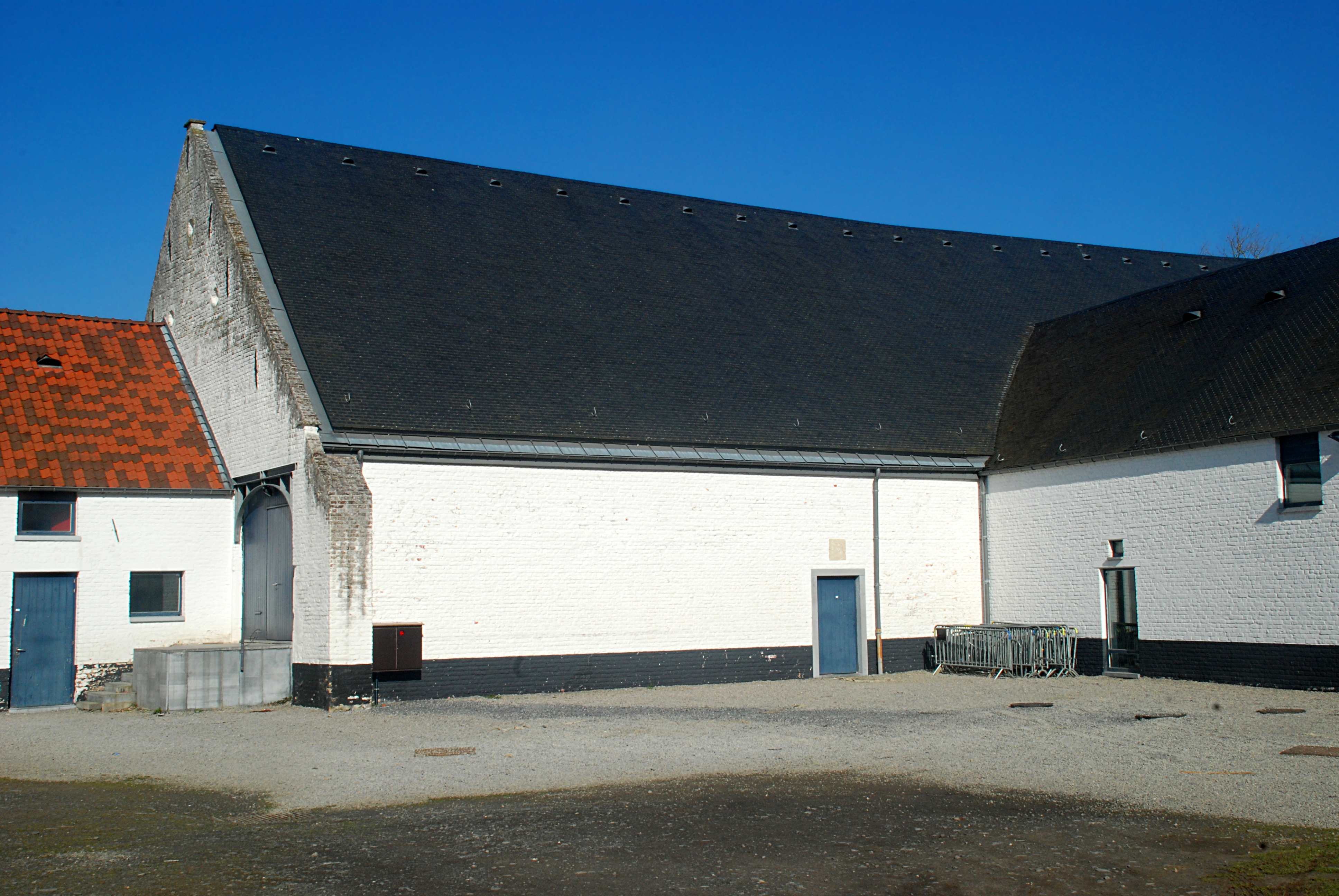
La grange vue depuis la cour.
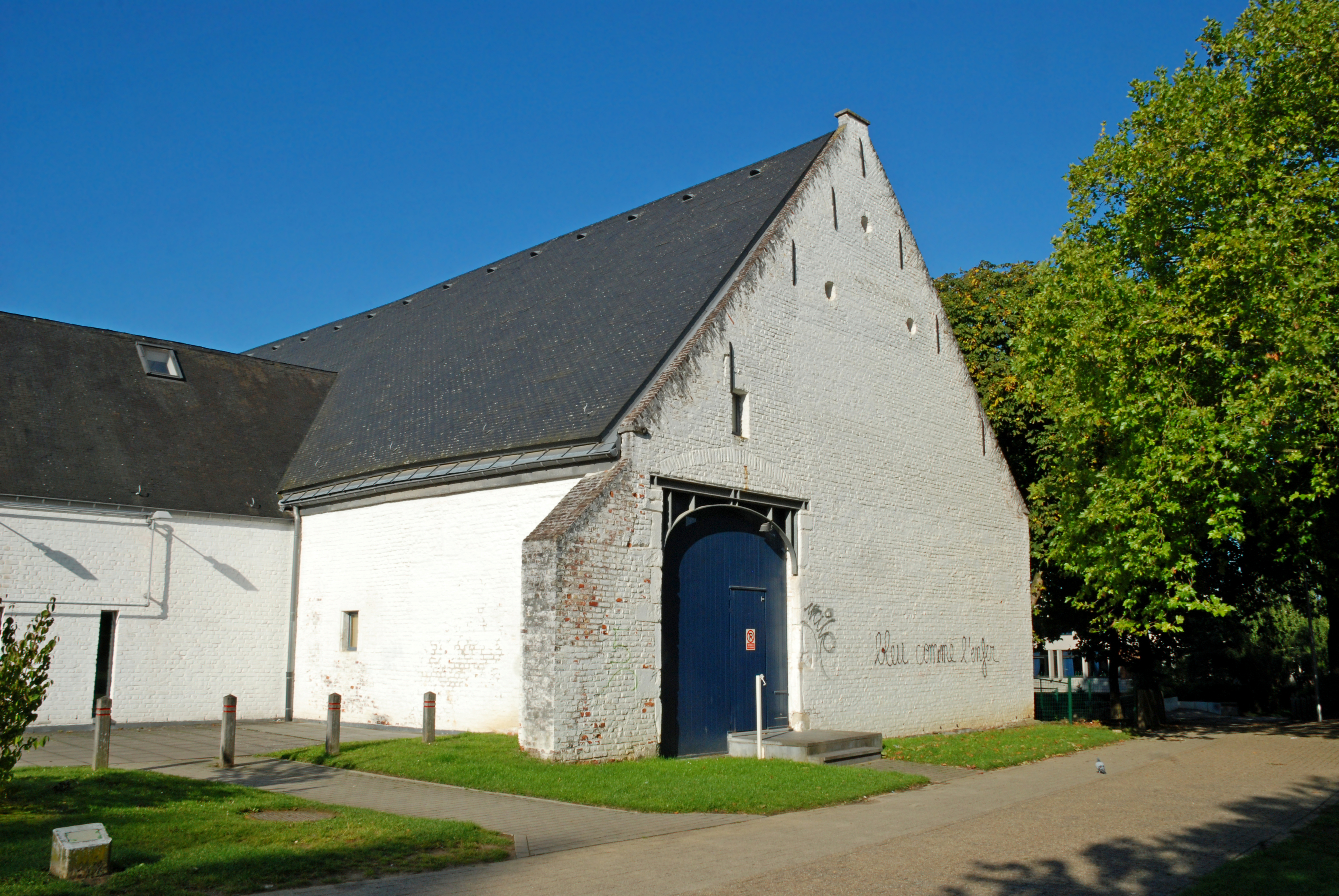
La grange vue de l'est.
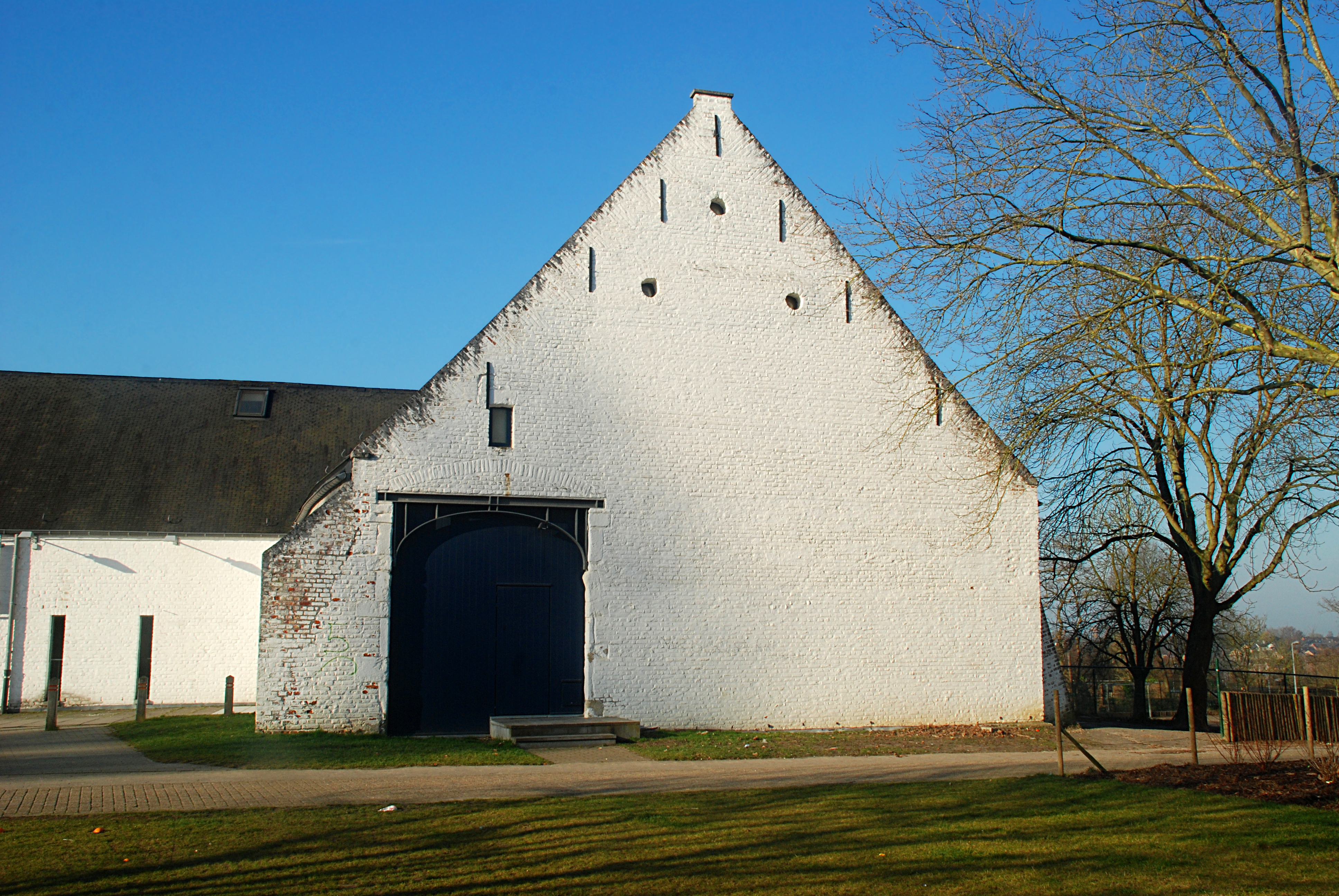
Le pignon de la grange.

### Les étables
À l'est, la cour est fermée par les anciennes étables, très restaurées, qui accueillent maintenant la billetterie et l'entrée des spectateurs.
Du côté du parking, la façade orientale de la billetterie, percée d'une dizaine de fines baies, porte un vaste panneau en toile annonçant une trentaine de spectacles programmés par la « Maison de toutes les musiques ».
Ces étables comportent deux bâtiments de profondeur inégale, séparés par un passage couvert qui donne accès à la cour et qui est surmonté, côté cour, du logo en métal noir de la ferme, qui prend la forme d'un rouleau de foin vu de face.

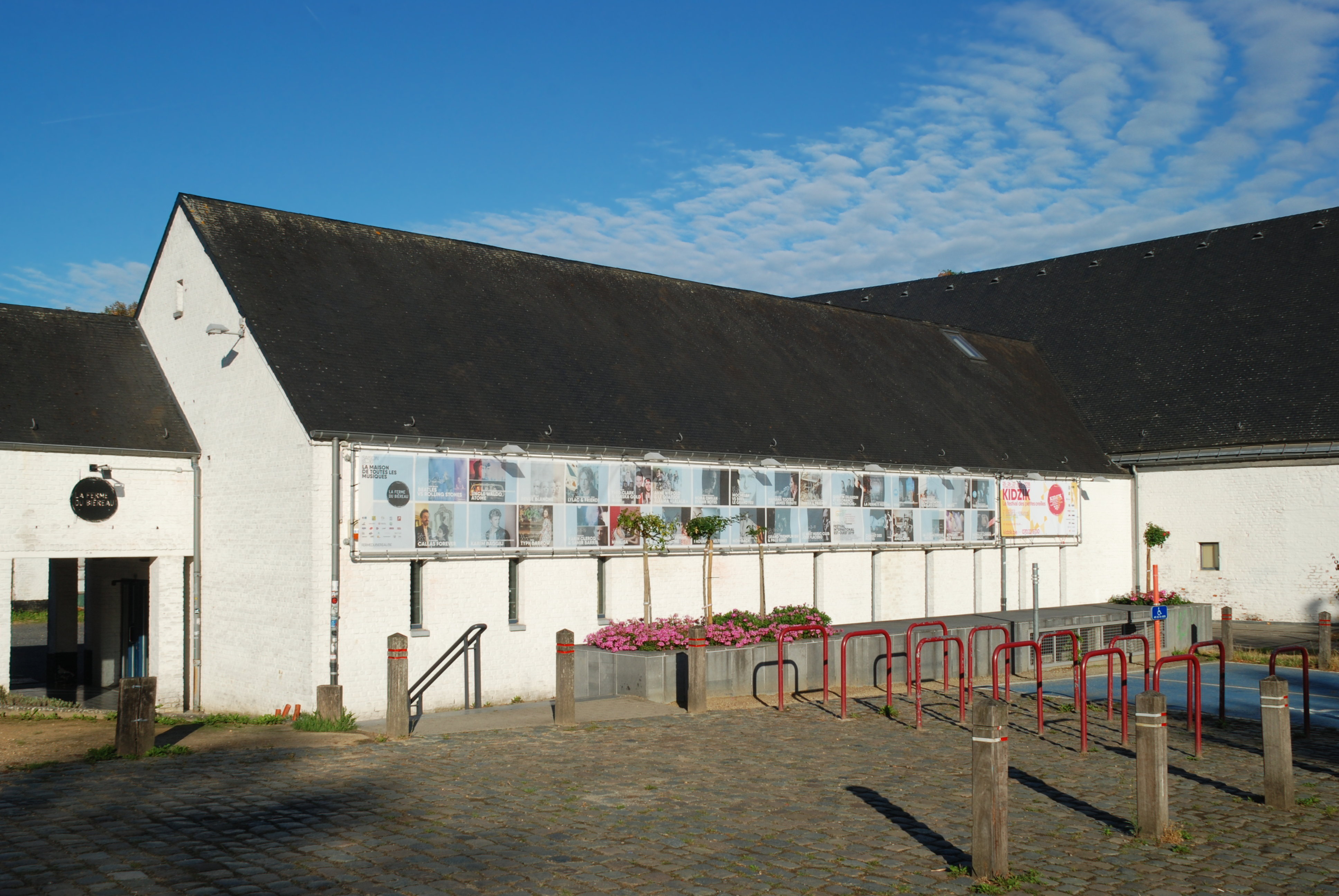
Les anciennes étables côté rue (billetterie).
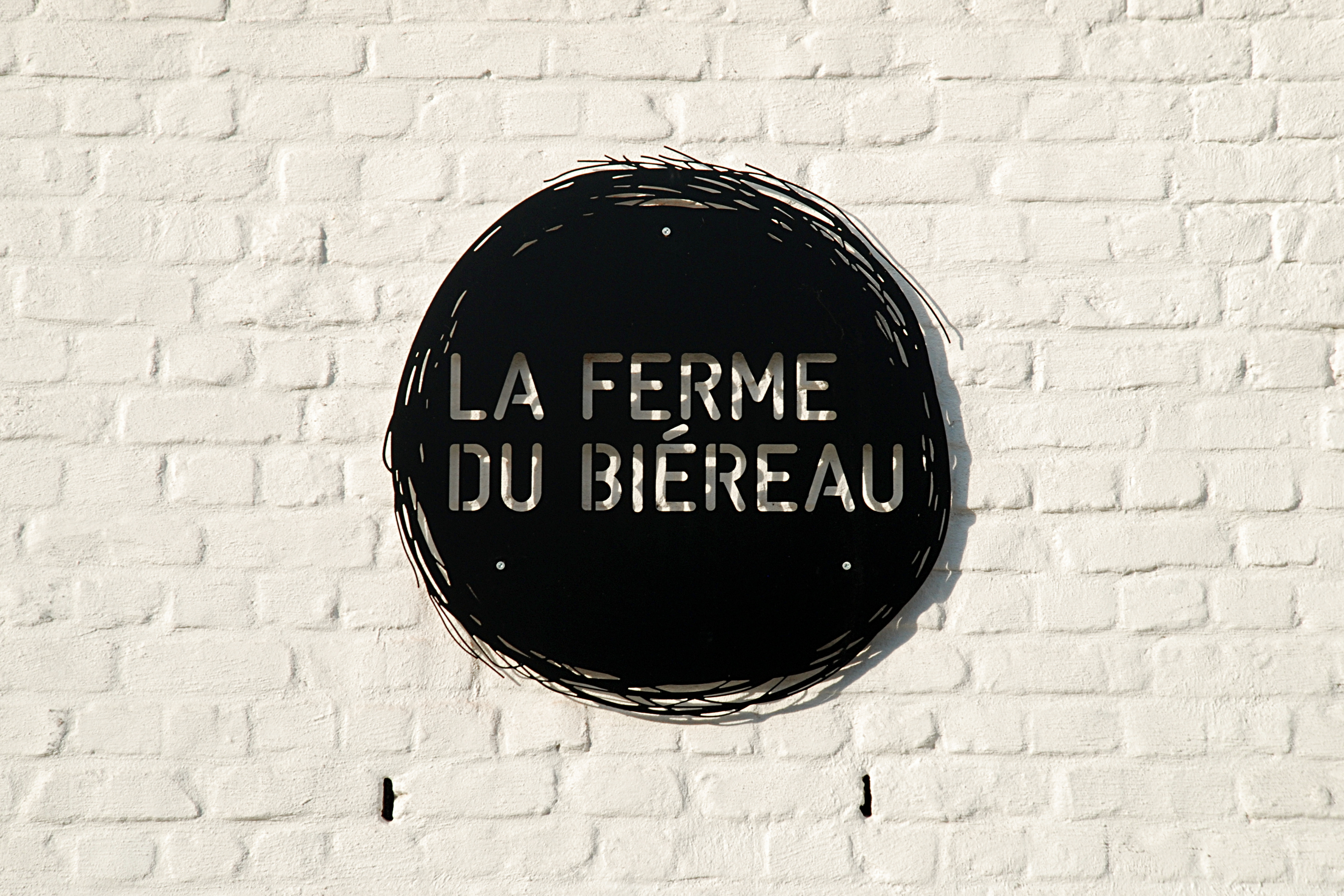
Le logo de la Ferme du Biéreau.
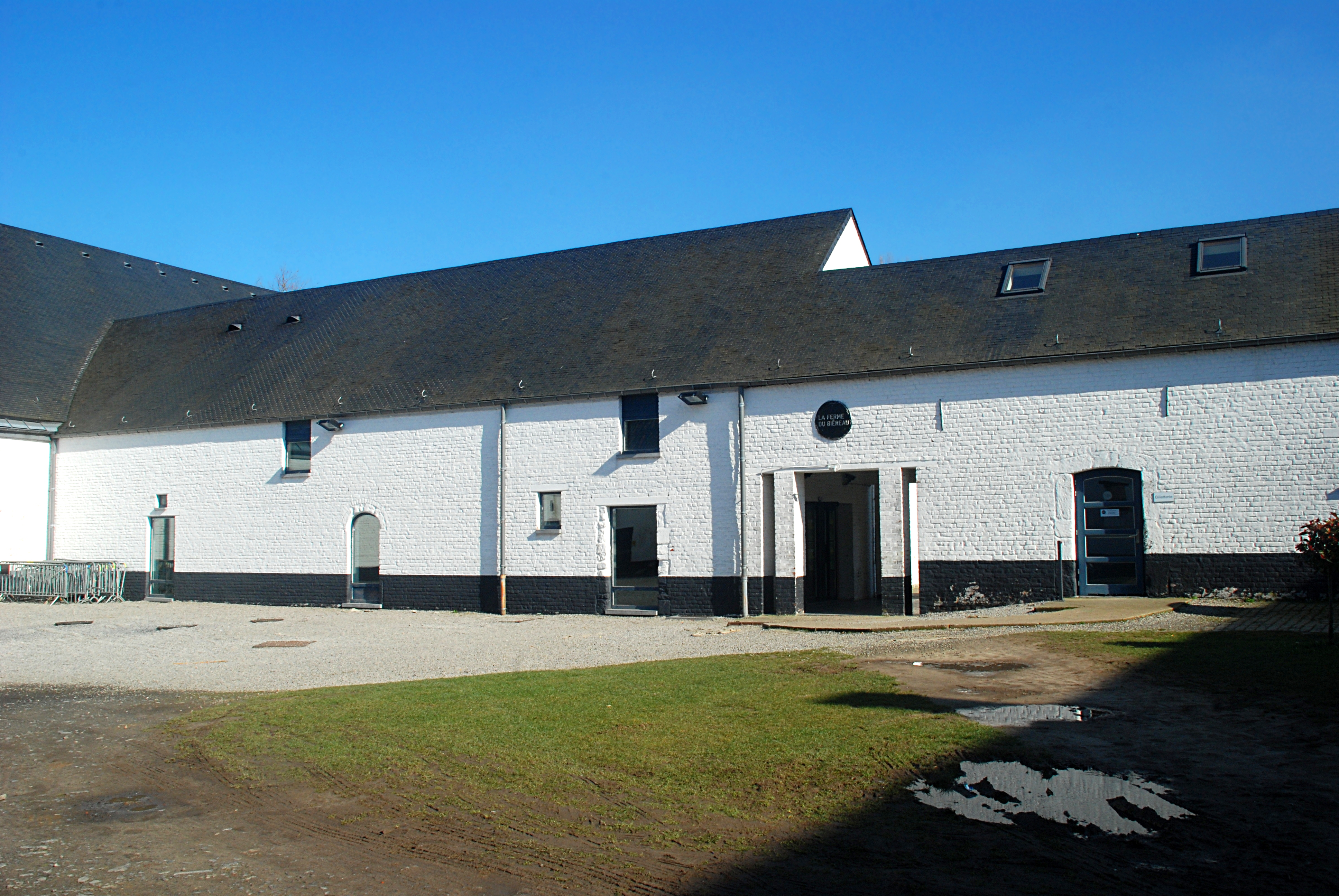
Les anciennes étables côté cour.

### Les écuries et la porcherie
Au nord-ouest, l'ancienne porcherie s'adosse à la grange et fait la liaison avec les anciennes écuries.
À l'ouest, la cour est délimitée par le bâtiment qui abrite les anciennes écuries (d'une surface au sol de 265 m2). Ce bâtiment présente la particularité d'avoir deux façades de types très différents : maçonnerie de briques blanches à base noire vers la cour, maçonnerie en moellon de grès blanc et de grès ferrugineux grossièrement assisés à l'extérieur, le long de la Scavée du Biéreau.
Depuis la rénovation de 2019-2020, les écuries comportent deux salles : la salle « Les Voussettes » d'une capacité de 100 places assises et de 200 personnes debout au rez-de-chaussée, et la salle « La Faîtière » pour une soixantaine de personnes à l'étage.
Ces salles sont équipées d'une scène mobile de 20 m2 (une au rez-de-chaussée et une à l'étage), d'un bar, d'une cuisine, d'un foyer, d'une loge, d'un espace de réception et de sanitaires,,.
La rénovation des anciennes écuries a veillé à conserver les éléments anciens comme les râteliers et les mangeoires, ainsi que la charpente. Le mur en moellons de grès ferrugineux qui borde la scavée du Biéreau a du être déposé au sol et refait avec les mêmes pierres.

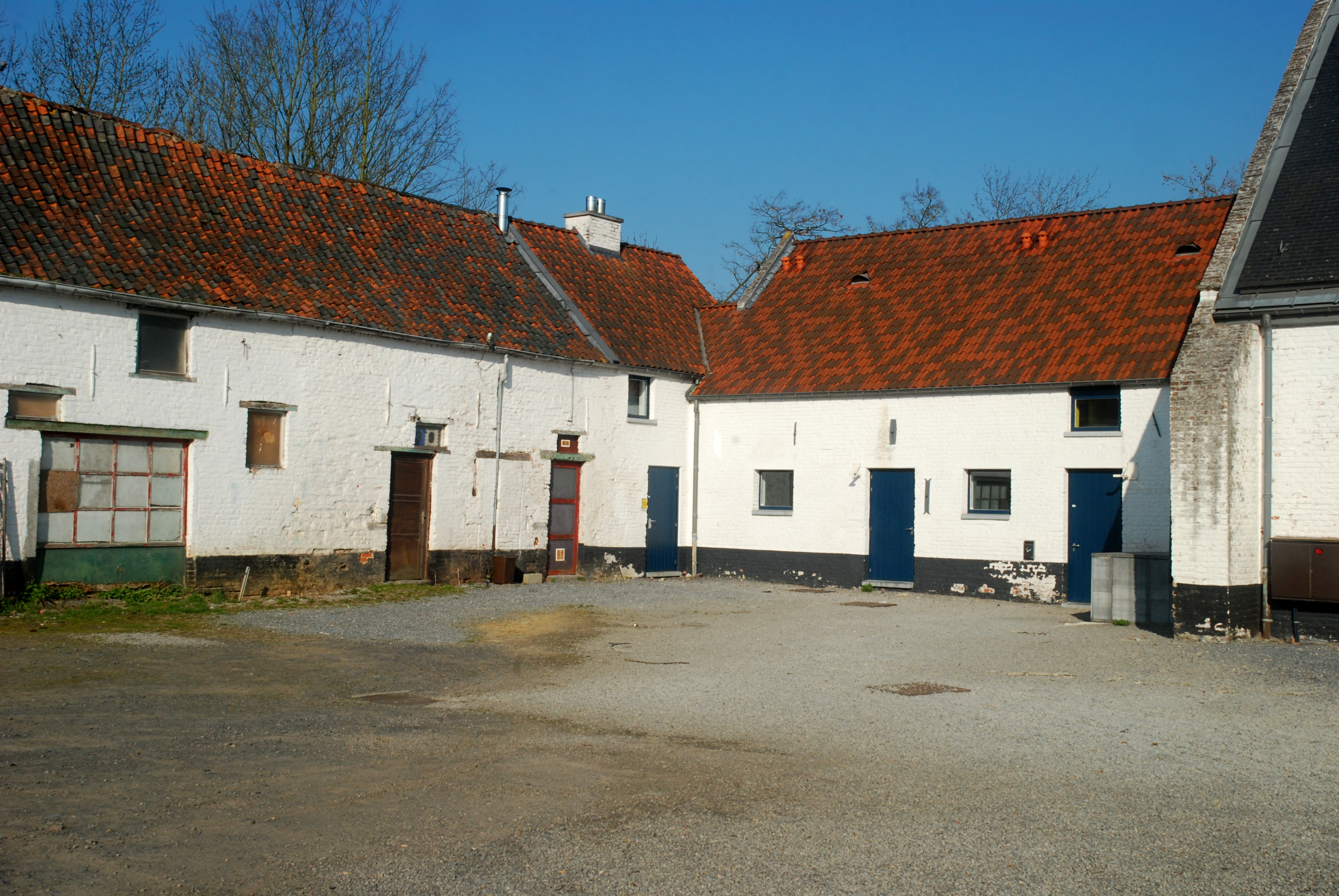
Les anciennes écuries et l'ancienne porcherie (avant rénovation).
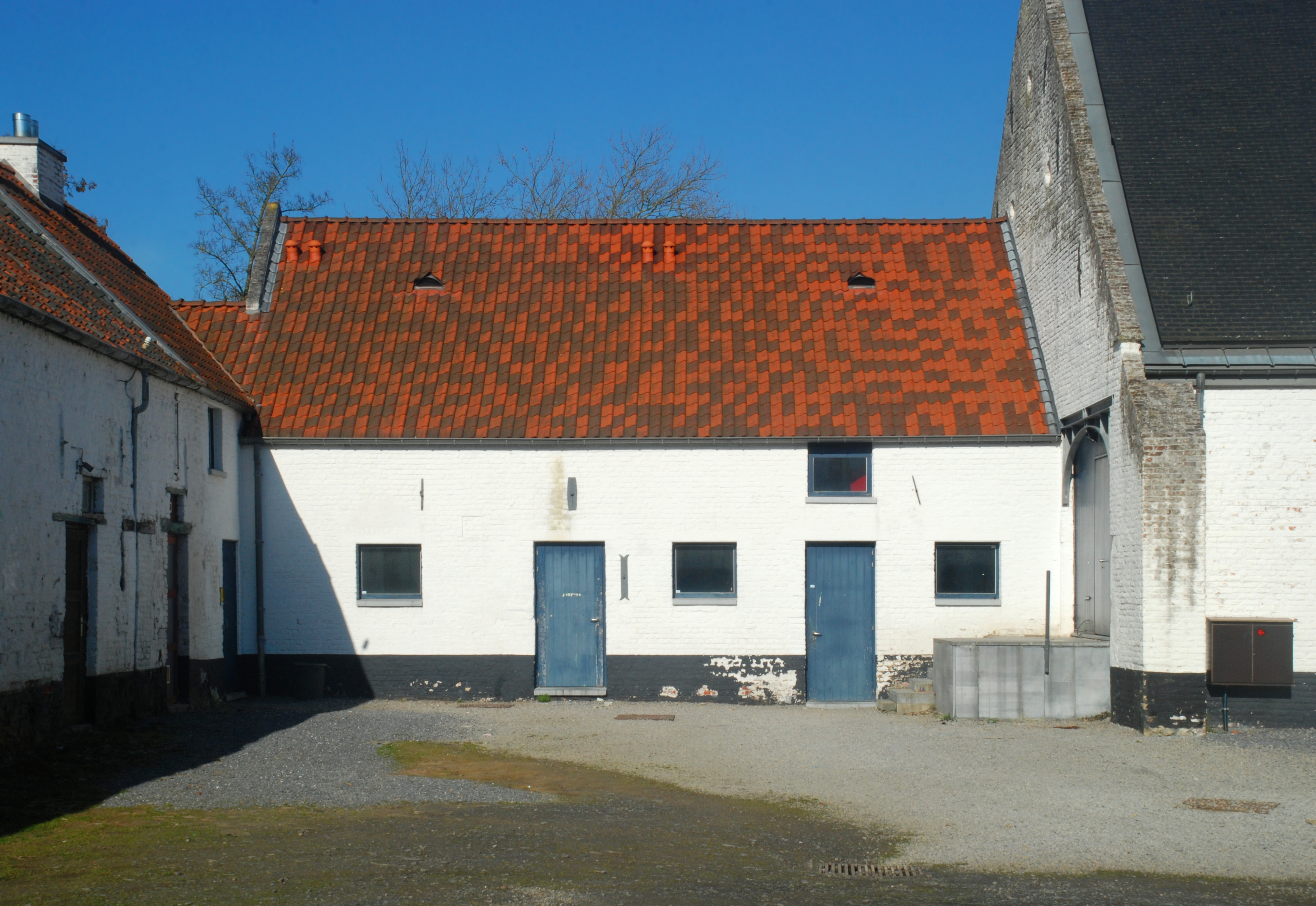
L'ancienne porcherie.
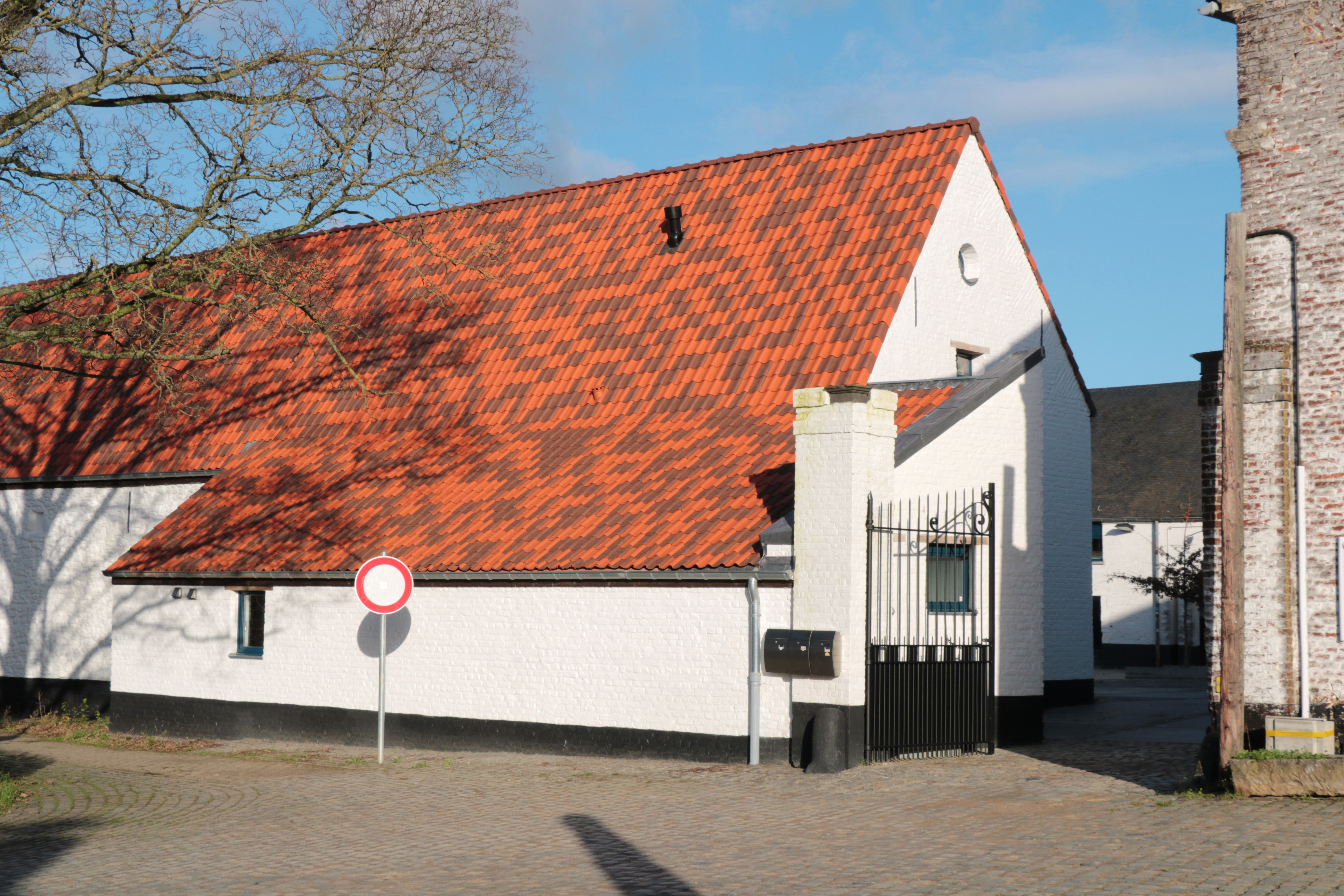
Les écuries après rénovation (côté ouest).

### La cour

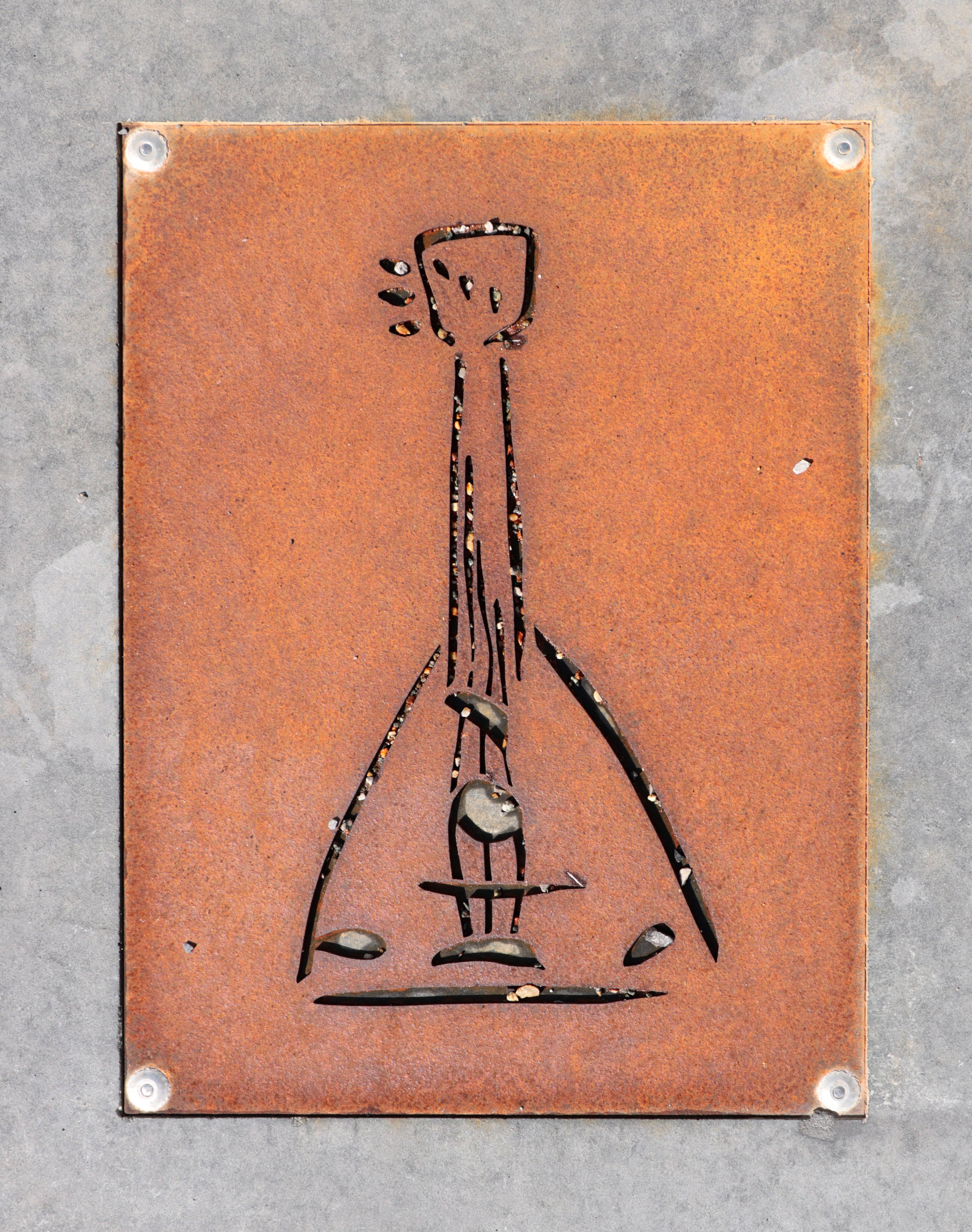
Plaque en acier Corten ornée d'une balalaïka.

Un des objectifs de la rénovation de la ferme en 2019-2020 était de transformer la cour en un lieu de vie et d'événements. 
Depuis cette rénovation, la cour est couverte de septante dalles de béton ornées chacune d'une plaque en acier Corten dans laquelle est découpée la silhouette d'un instrument de musique : chaque dalle (œuvre de Karo Pauwels) est parrainée, dans le cadre d'une opération de financement participatif, à hauteur de 500 € par un donateur appelé « Articulteur », qui peut être un particulier, un couple, un groupe ou une entreprise,,.
Une grande plaque en acier Corten apposée sur le mur des écuries reprend par ordre alphabétique le nom de tous les instruments de musique et de leurs donateurs : la liste des instruments va de l'accordéon diatonique au xylophone, en passant par la balalaïka, le charango, la cornemuse, la guitare électrique et le violoncelle.
Par ailleurs, la cour est ornée depuis novembre 2020 de graminées et de plantes grimpantes ainsi que d'un chêne offert par une pépinière d'Ottignies et dont l'installation a été parrainée par un groupe de marche nordique de Louvain-la-Neuve.

### Ancienne forge et four à pain
Au sud de la ferme se dresse le four à pain, situé dans l'ancienne forge de la ferme du Biéreau, au bord d'une mare et à côté de l'ancien potager de la ferme, devenu « Jardin Botanique ».
La carte de Ferraris, ou carte des Pays-Bas autrichiens, éditée entre 1770 et 1778, indique clairement que le bâtiment existait déjà à l'époque.
Dès le début de Louvain-la-Neuve dans les années 1970, quelques habitants décident de remettre le four à pain en fonction.
En 2011, l'association « ASBL Four à pain » se constitue pour redonner vie au four à pain et permettre aux habitants d'Ottignies et de Louvain-la-Neuve de venir cuire leurs pains, moyennant une petite participation financière. Le four à pain ouvre alors ses portes chaque deuxième dimanche du mois pour permettre la cuisson de pains, de pizzas, de quiches, de tartes et de cookies,,, : « Pour cuire les pains sur pierre, le four doit atteindre 250 degrés, ce qui prend deux heures. Après les pains qui cuisent en 20 minutes, on peut enfourner les pizzas, quiches et tartes puis enfin, entre 80 et 100 degrés, les cookies ou les cougnoux ».
Le four est restauré en 2016. En septembre 2021, son pignon est orné d'une peinture murale par des artistes de la maison des jeunes « Chez Zelle ».

Ancienne forge et four à pain
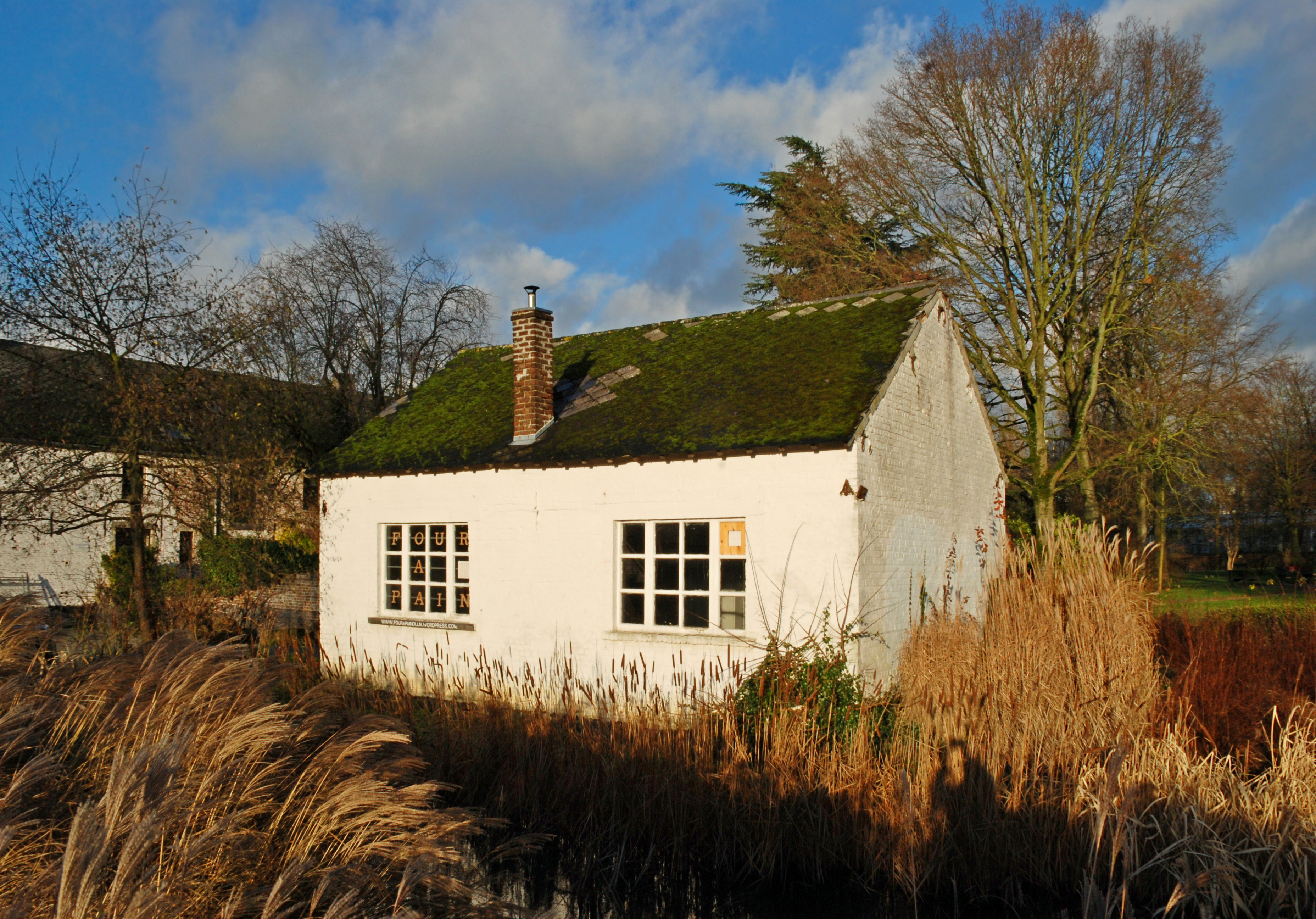
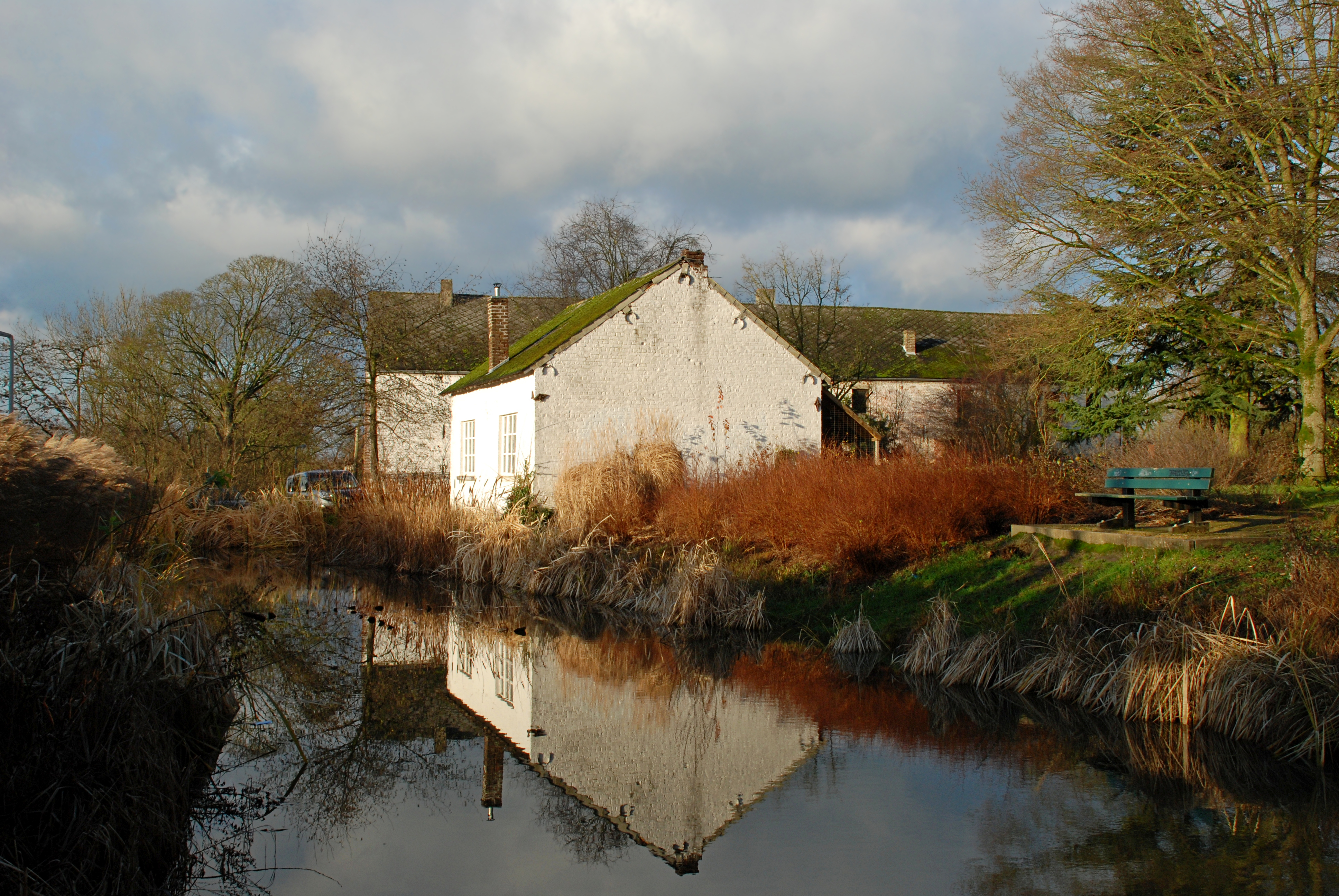
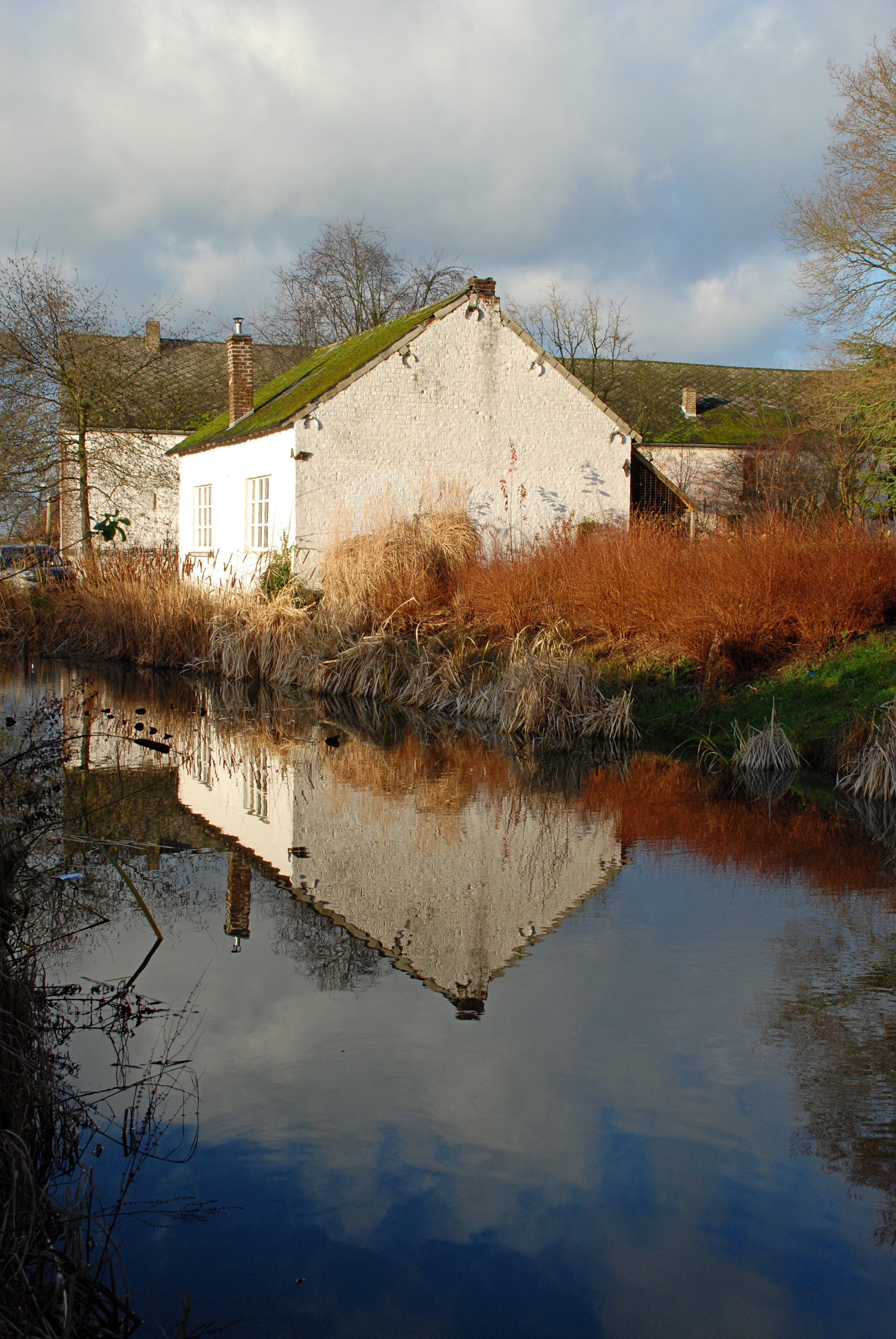
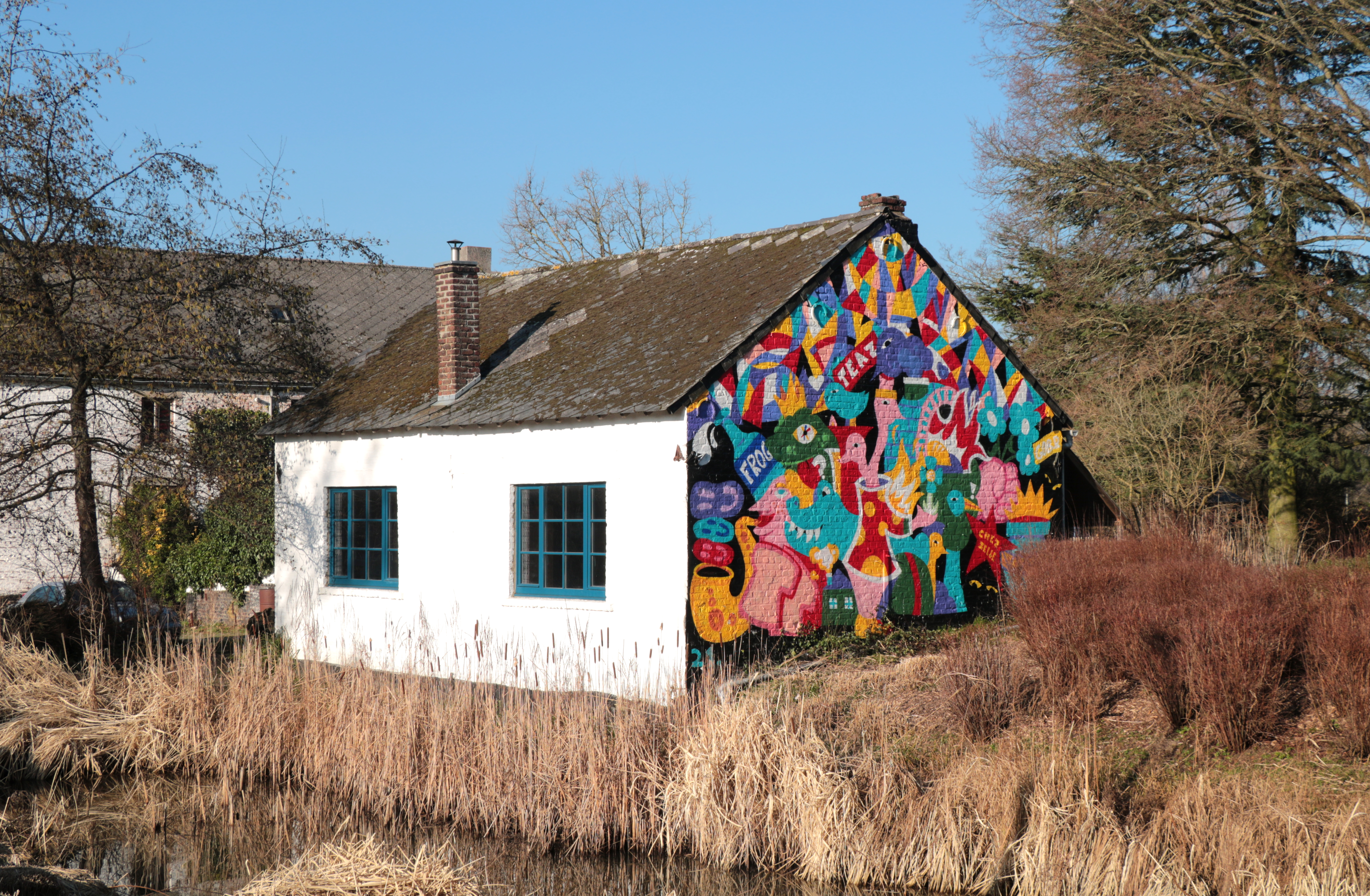

## Maison de toutes les musiques
Comme il a été dit plus haut, la ferme du Biéreau abrite un centre culturel musical connu sous le nom de « Maison de toutes les musiques »,,. Elle se consacre à une grande diversité de styles : musiques du monde, jazz, musique classique, chanson française, rap, musique spirituelle…
La ferme abrite de nombreux concerts dans la salle de spectacle aménagée à l'intérieur de la grange, ainsi qu'un festival annuel de musique pour enfants intitulé « Kidzik » et sous-titré « Le festival des petites oreilles », qui se tient à la fin du mois d'août.
Elle abrite également de façon hebdomadaire les midis de la musique appelés « Midzik » ainsi que des séances de musicologie assurées par l'Université des Aînés.
La billetterie et l'entrée des spectateurs sont logées dans les anciennes étables, très restaurées.

## Art public aux abords de la ferme du Biéreau
Le petit parc situé contre la ferme le long de l'avenue du Jardin Botanique abrite une œuvre d'art intitulée Concerto en bleu.
Cette œuvre réalisée, par Jocelyne Aubin en 2001, comporte 50 blocs de pierre dont une porte une sculpture en bronze représentant un archet et une partition. Pour cette composition, l'artiste d'origine bretonne, qui a installé son atelier en 1992 dans l'ancienne forge de la ferme du Biéreau, s'est inspirée de la légende de la fée Mélusine,.

Concerto en bleu
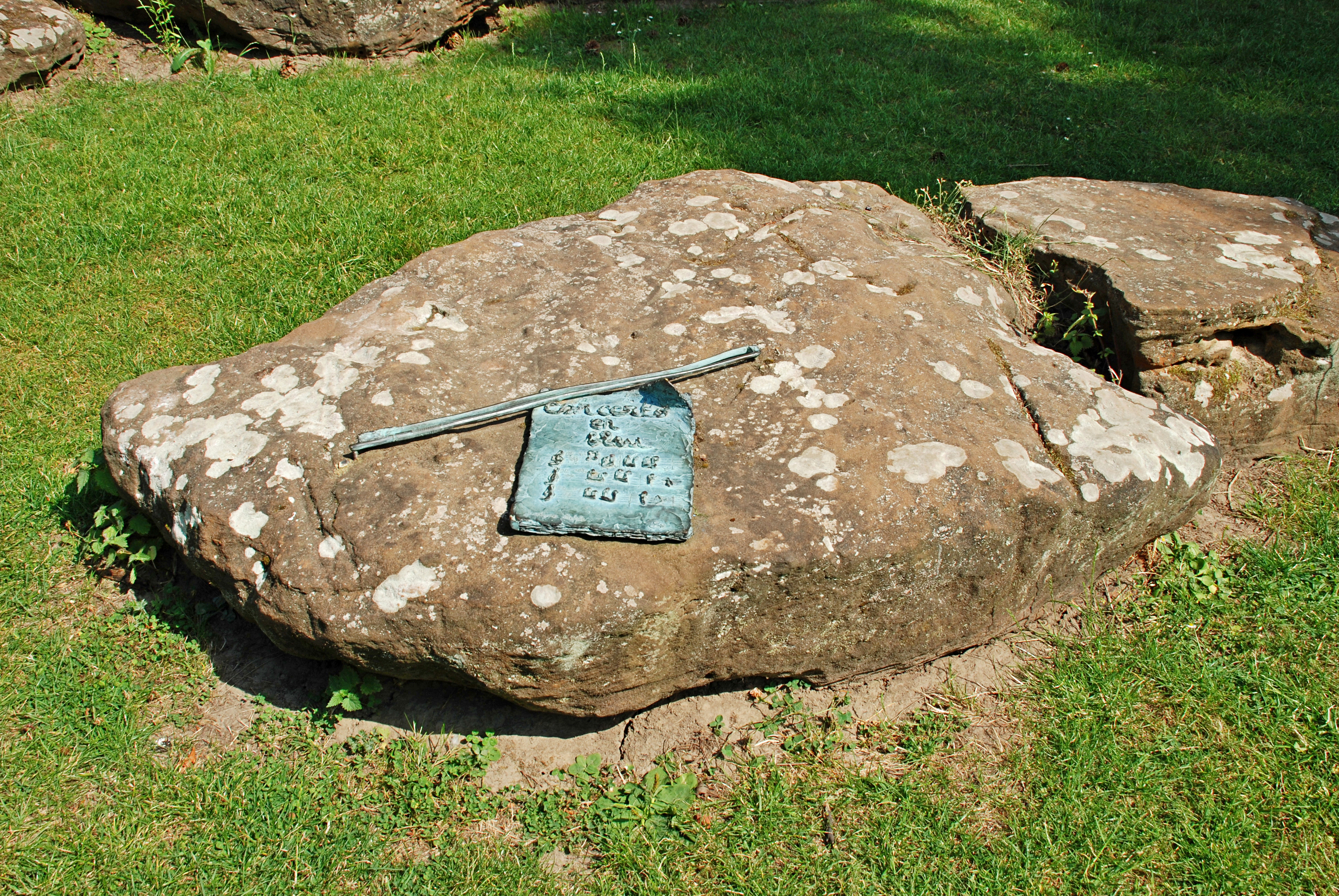
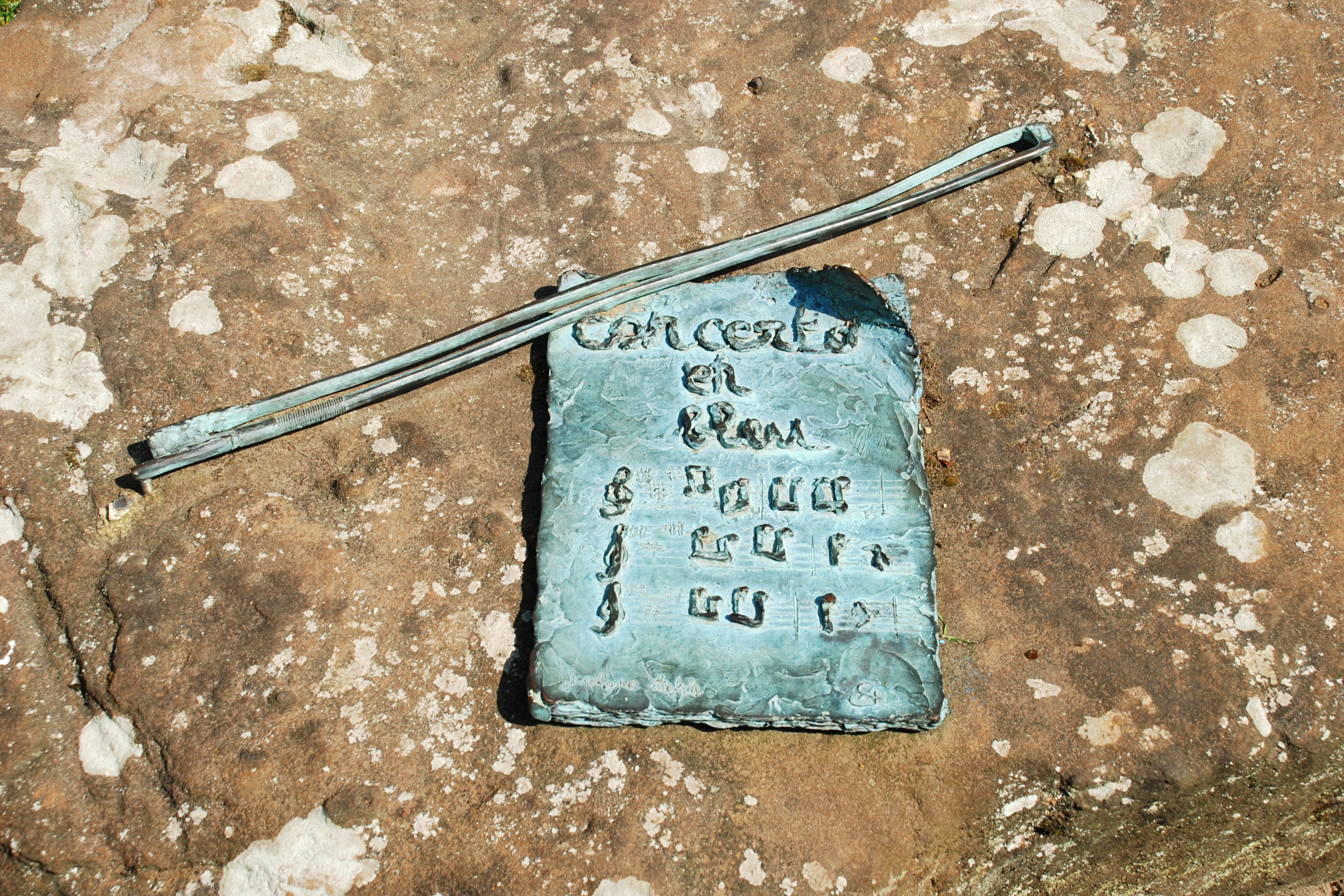